# زنبق النهار الثنبرجي

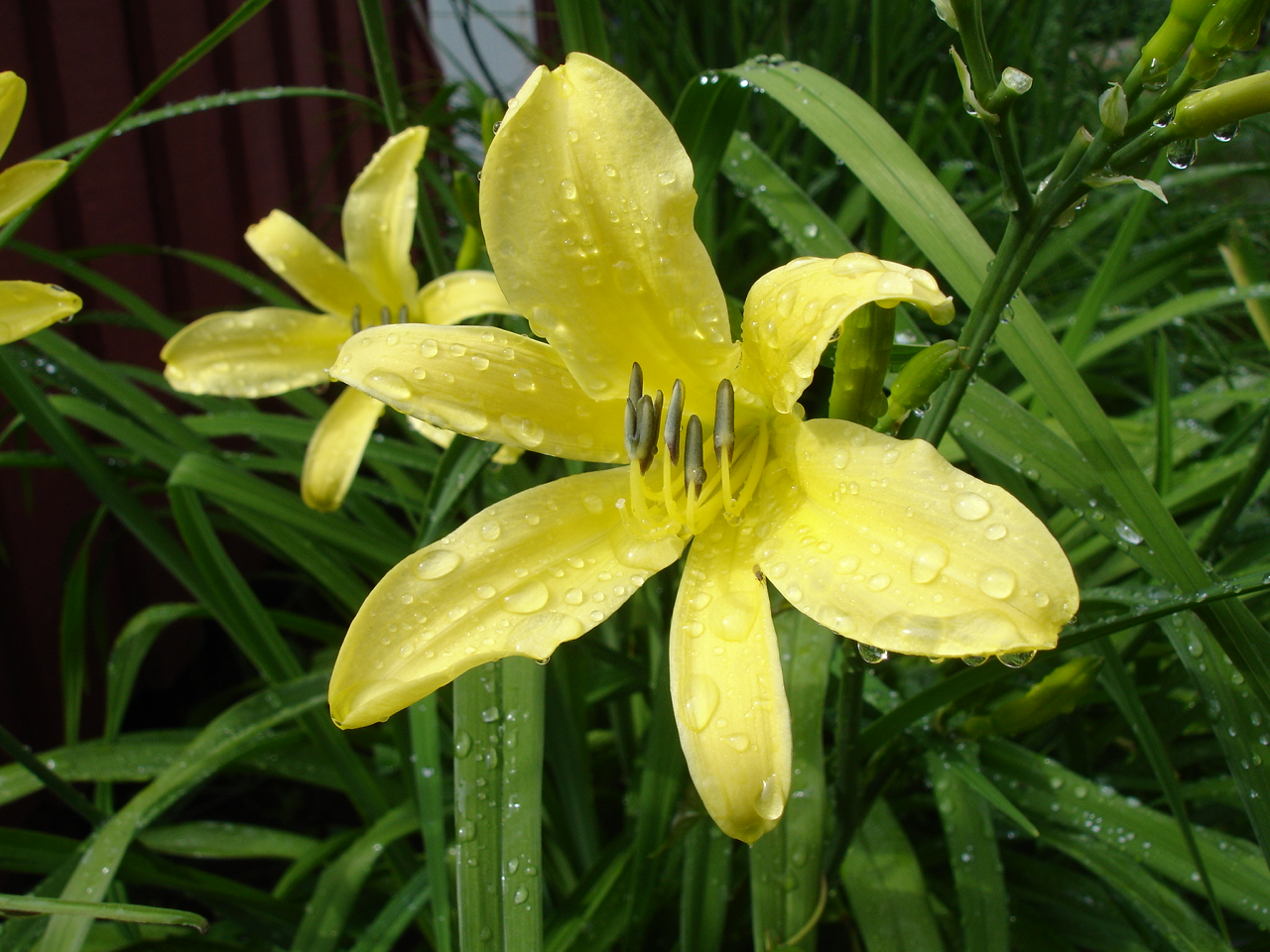

زنبق النهار الثنبرجي (الاسم العلمي:Hemerocallis thunbergii) هو نوع من النباتات يتبع جنس زنبق النهار من فصيلة المصفورية.